# Komisja Rodziny, Polityki Senioralnej i Społecznej
Komisja Rodziny, Polityki Senioralnej i Społecznej – stała senacka komisja działająca od IV do VII kadencji (poza V kadencją) pracowała jako Komisja Rodziny i Polityki Społecznej. Od VIII kadencji działa jako Komisja Rodziny, Polityki Senioralnej i Społecznej. Przedmiotem działania komisji są: prawna ochrona rodziny oraz problemy ekonomiczne, mieszkaniowe i wychowawczo-kulturowe rodziny, polityka socjalna państwa, polityka w zakresie demografii, polityka państwa dotycząca osób starszych, prawo pracy, polityka zatrudnienia i walka z bezrobociem, system ubezpieczeń społecznych, ochrona pracowników, w tym bezpieczeństwo i higiena pracy, problemy osób niepełnosprawnych.

## Prezydium komisjiSenatu XI kadencji
- Janina Sagatowska (PiS) – przewodnicząca,
- Jan Libicki (TD) – zastępca przewodniczącej,
- Jolanta Piotrowska (KO) – zastępca przewodniczącej.

## Prezydium komisji Senatu X kadencji[2]
- Jan Libicki (PSL) – przewodniczący komisji,
- Magdalena Kochan (KO) – zastępca przewodniczącego,
- Ryszard Majer (PiS) – zastępca przewodniczącego.

## Prezydium komisji Senatu IX kadencji[3]
- Mieczysław Augustyn (PO-KO) – przewodniczący komisji (od 26.06.2019 r.),
- Bogusława Orzechowska (PiS) – zastępca przewodniczącego,
- Antoni Szymański (PiS) – zastępca przewodniczącego,
- Jarosław Duda (PO-KO) – przewodniczący komisji (do 28.05.2019 r.).

## Prezydium komisji Senatu VIII kadencji[4]
- Mieczysław Augustyn (PO) – przewodniczący komisji,
- Waldemar Kraska (PiS) – zastępstwa przewodniczącego (od 20.12.2011 r.),
- Jan Michalski (PO) – zastępstwa przewodniczącego (od 9.02.2012 r.).

## Prezydium komisji Senatu VII kadencji[5]
- Mieczysław Augustyn (PO) – przewodniczący komisji,
- Kazimierz Jaworski (PiS) – zastępstwa przewodniczącego,
- Jan Rulewski (PO) – zastępstwa przewodniczącego.

## Prezydium komisji Senatu VI kadencji[6]
- Antoni Szymański (PiS) – przewodniczący komisji,
- Mieczysław Augustyn (PO) – zastępstwa przewodniczącego.

## Prezydium komisji Senatu IV kadencji[7]
- Dariusz Kłeczek (AWS) – przewodniczący komisji,
- Elżbieta Płonka (AWS) – zastępstwa przewodniczącego.